# Drjanowo (obwód Chaskowo)
Drjanowo (bułg. Дряново) – wieś w południowej Bułgarii, w obwodzie Chaskowo, w gminie Simeonowgrad. Nazwa wsi nie zmieniła się mimo panowania dawniej na tych terenach imperium osmańskiego.